# 陳露華

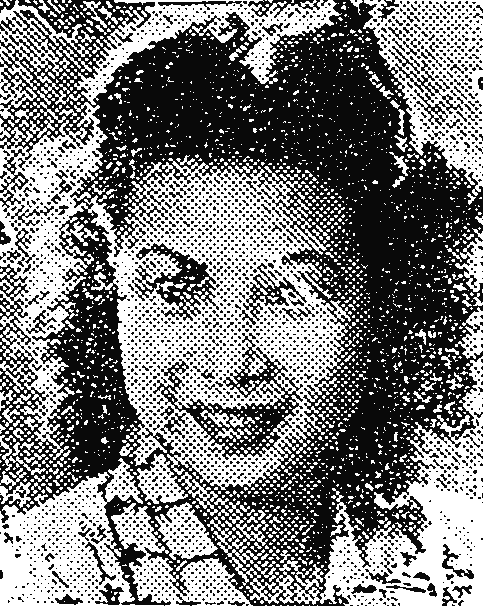
1948年17歲的陳露華參加香港小姐

陳露華（Chan Lo Wah，1931年—），籍貫：廣東省南海縣，廣州市「圖志小學」畢業。她的胞姊是電影明星白梨；姐夫為著名電影導演俞亮，小叔是影視演員俞明 。她的銀幕處女作為《牛精良大鬧香港》(1947年)至《星島姊妹花》(1963年，飾演珍姐)，共演出約120齣電影。
1956年6月，陳露華居住在香港島中環擺花街16號四樓，因為准許她的男朋友黃子明（35歲商人），在當時的香港島柴灣香島道無牌駕駛她的私家轎車，被香港法庭裁定罪名成立及判罰港幣100元。

## 「香港小姐」
- 1948年7月14日(星期三)下午4時，當年身高5呎6吋(1.68米)，體重114磅(51.7公斤)，17歲的陳露華在「寰翠閣」舉行記者招待會，聲稱自己是參加香港小姐的「第一位閨秀」，希望以身作則，吸引其「閨秀」參加。當年的其他參賽佳麗，尚有「巴喇沙舞廳」的舞女鄧波兒(司馬音)(身高1.64米，體重54.4公斤，23歲)[1][3]。[4]。

## 外部連結
- 香港電影資料館：陳露華參予電影的記錄[永久]
- 香港影庫：陳露華 （页面存档备份，存于）
- 時裝的陳露華飾演崔鶯鶯的片段
- 扎孖辮的陳露華的微笑片段 （页面存档备份，存于）
- 陳露華的影像片斷 （页面存档备份，存于）